# مايك كروفورد
مايك كروفورد (بالإنجليزية: Mike Crawford)‏ هو لاعب كرة قدم أمريكية أمريكي، ولد في 29 أكتوبر 1974 في إكلاين فليج-كريستال باي في الولايات المتحدة.

## وصلات خارجية
- مايك كروفورد على موقع مرجع كرة القدم المحترفة.كوم (الإنجليزية)